# 23115 Valcourt
23115 Valcourt è un asteroide della fascia principale. Scoperto nel 2000, presenta un'orbita caratterizzata da un semiasse maggiore pari a 3,188494 UA e da un'eccentricità di 0,175150, inclinata di 5,102019° rispetto all'eclittica. Ha un diametro di 6,931 km e un'albedo di 0,101.
Fa parte della famiglia di asteroidi Hygiea.